# Erik Sjögren
Erik Alex Sjögren (Calmar, 5 de outubro de 1933) é um botânico e professor da Universidade de Uppsala (1965) que se destacou no estudo da flora da Macaronésia, com destaque para o arquipélago dos Açores. É membro fundador da Macaronesian Botanical Society.